# Montrose (Alabama)
Montrose, también conocida como Sibley City, es un área no incorporada en el condado de Baldwin, Alabama, Estados Unidos, a lo largo de la costa este de Bahía de Mobile.
Montrose es parte del área estadística micropolitana de Daphne–Fairhope–Foley. Montrose tiene dos sitios incluidos en el Registro Nacional de Lugares Históricos, el Parque Tolstói y el Distrito histórico de Montrose.

## Historia
La comunidad se conocía originalmente como Sibley City en honor a Cyrus Sibley, uno de los primeros terratenientes de la zona. Luego, el nombre se cambió a Montrose, en honor a Montrose, Escocia. Una oficina de correos se abrió por primera vez con el nombre de Montrose en 1879.

## Personas notables
- Miller Reese Hutchison (1876-1944), ingeniero eléctrico e inventor al que se le atribuye el desarrollo de algunos de los primeros dispositivos eléctricos portátiles, como los audífonos y el claxon.
- Eric Yelding, exjugador de Grandes Ligas de los Houston Astros y Chicago Cubs.